# Catagramma hydaspes
Catagramma hydaspes är en fjärilsart som beskrevs av Dru Drury 1782. Catagramma hydaspes ingår i släktet Catagramma och familjen praktfjärilar. Inga underarter finns listade i Catalogue of Life.